# Jean-Nicolas Huyot
Jean-Nicolas Huyot (27 dicembre 1780 – Parigi, 2 agosto 1840) è stato un architetto francese.
Partecipò alla costruzione dell'Arco di Trionfo dell'Étoile.

## Biografia
Attratto dall'arte fin da giovane, fu allievo della scuola gratuita di disegno, poi, all'École des beaux-arts, di David e poi di Antoine Peyre all'Académie royale d'architecture. Ottenne nel 1807 il primo posto al Prix de Rome per l'architettura.
Nominato ispettore dei lavori pubblici nel 1813, tra il 1817 e il 1821 viaggiò in Italia, Grecia, Turchia ed Egitto con Louis de Forbin e i pittori Pierre Prévost e Léon Matthieu Cochereau; nonostante l'incidente alla gamba capitatogli a Milo, che gli costò diversi mesi di immobilità, riportò da questi viaggi numerosi studi e disegni. Tra questi, una collezione di iscrizioni da lui rilevate nel tempio di Ramses II ad Abu Simbel, che insieme alla Stele di Rosetta aprirono all'egittologo la via dell'interpretazione dei geroglifici.
Nel 1822 fu eletto membro dell'Académie des beaux-arts dell'Institut de France, dove ottenne la cattedra di storia dell'architettura. Uno dei suoi allievi fu Louis-Jules André.
Morì a Parigi il 2 agosto 1840, ed è sepolto al Cimitero di Père-Lachaise (8.a divisione). Lasciò alla Biblioteca nazionale di Francia una importante collezione di disegni e di piante. 

## Opere
Huyot proseguì i lavori dell'Arco di Trionfo, terminati poi da Abel Blouet, dal 1825 al 1832, quando si dimise non potendo apportare modifiche al progetto per ragioni di costo. Diversi suoi progetti non si realizzarono a causa degli avvenimenti politici, come l'incarico per il restauro del Palazzo di Giustizia, progettato nel 1835; l'incarico gli fu però affidato nel maggio 1840, e 4 mesi dopo Huyot moriva.